# Puchar Świata w biegach narciarskich 2015/2016 – Drammen
Siódme zawody Pucharu Świata w biegach narciarskich w sezonie 2015/2016 odbyły się w norweskim Drammen. Konkurencje rozegrano 3 lutego. Zawodnicy rywalizowali w sprintach stylem klasycznym.

## Program zawodów
| Dzień    | Konkurencja                   | Początek  | Liczba uczestników |
| -------- | ----------------------------- | --------- | ------------------ |
| 3 lutego | Sprint kobiet s. klasycznym   | 14:30 CET | 59                 |
| 3 lutego | Sprint mężczyzn s. klasycznym | 14:30 CET | 72                 |

## Wyniki

### Sprint kobiet s. klasycznym
| Pozycja | Zawodniczka              | Reprezentacja | Wynik        | Strata |
| ------- | ------------------------ | ------------- | ------------ | ------ |
| złoto   | Maiken Caspersen Falla   | Norwegia      | 2:57,96      | –      |
| srebro  | Ingvild Flugstad Østberg | Norwegia      | 2:58,77      | +0,81  |
| brąz    | Natalja Matwiejewa       | Rosja         | 3:01,23      | +3,27  |
| 4.      | Krista Pärmäkoski        | Finlandia     | 3:02,24      | +4,28  |
| 5.      | Heidi Weng               | Norwegia      | 3:06,65      | +8,69  |
| 6.      | Stina Nilsson            | Szwecja       | –            | RAL    |
|         |                          |               |              |        |
| 7.      | Anamarija Lampič         | Słowenia      | Półfinał (2) | —      |
| 8.      | Ida Ingemarsdotter       | Szwecja       | Półfinał (2) | —      |
| 9.      | Mari Eide                | Norwegia      | Półfinał (1) | —      |
| 10.     | Kari Vikhagen Gjeitnes   | Norwegia      | Półfinał (2) | —      |
| 11.     | Mona-Liisa Nousiainen    | Finlandia     | Półfinał (2) | —      |
| 12.     | Kathrine Rolsted Harsem  | Norwegia      | Półfinał (1) | —      |
| ...     |                          |               |              |        |
| 48.     | Justyna Kowalczyk        | Polska        | Eliminacje   | —      |

### Sprint mężczyzn s. klasycznym
| Pozycja | Zawodnik               | Reprezentacja     | Wynik        | Strata |
| ------- | ---------------------- | ----------------- | ------------ | ------ |
| złoto   | Petter Northug         | Norwegia          | 2:38,95      | –      |
| srebro  | Ola Vigen Hattestad    | Norwegia          | 2:39,36      | +0,41  |
| brąz    | Eirik Brandsdal        | Norwegia          | 2:39,42      | +0,47  |
| 4.      | Finn Hågen Krogh       | Norwegia          | 2:40,93      | +1,98  |
| 5.      | Teodor Peterson        | Szwecja           | 2:41,08      | +2,13  |
| 6.      | Aleksandr Panżynski    | Rosja             | 2:50,46      | +11,51 |
|         |                        |                   |              |        |
| 7.      | Sindre Bjørnestad Skar | Norwegia          | Półfinał (2) | —      |
| 8.      | Even Northug           | Norwegia          | Półfinał (2) | —      |
| 9.      | Baptiste Gros          | Francja           | Półfinał (1) | —      |
| 10.     | Johan Edin             | Szwecja           | Półfinał (2) | —      |
| 11.     | Simi Hamilton          | Stany Zjednoczone | Półfinał (1) | —      |
| 12.     | Richard Jouve          | Francja           | Półfinał (2) | —      |